# Intermediate Capital Group
Intermediate Capital Group (ICG) er en britisk kapitalfond, der er baseret i London. De har kontorer i 13 lande og virksomheden er børsnoteret på London Stock Exchange.
Virksomheden blev etableret af seks professionelle investorer i 1989 og børsnoteret i 1994.